# Bumba lennoni
Bumba lennoni é uma espécie de tarântula encontrada em 2015 na Floresta Nacional de Caxiuanã. Tem cerca de 2,5 centímetros de comprimento, é pequeno para uma tarântula, mas está intimamente relacionado com a maior aranha do mundo.

## Origens
Esta aranha mora no norte do Brasil e tem o nome de John Lennon "o lendário criador dos Beatles, que contribuiu para tornar este mundo um lugar mais gentil".
Como todas as tarântulas, os ancestrais da tarântula lennoni divergiram de um ancestral comum com a aranha normal, talvez 350 milhões de anos atrás.

## Biologia
Embora muito pequena (cerca de 1 polegada), esta tarântula compartilha seu gênero com a relativamente grande B. horrida, com envergadura de cinco polegadas, e tem muitos traços que implicam que está intimamente relacionado com Theraphosa blondi, a maior espécie de aranha existente conhecida.